# 剑桥少儿英语考试
劍橋少兒英語考試(Cambridge Young Learners' English Tests)，簡稱YLE，由劍橋大學考試委員會 (UCLES)舉辦，是現時香港及中國大陸兩地非常熱門的課外英語課程。不論是學校或其他教學機構，都紛紛以開辦劍橋英語作招倈，以吸引學生報讀，藉以協助提及學生之英語水平。

## 課程結構
劍橋少儿英語考試分為三個階段，分別如下：
- Starter's Exam 劍橋少儿英語一級
- Movers Exam 劍橋少儿英語二級
- Flyers Exam 劍橋少儿英語三級

在香港，一般學校都會選取 Movers Exam 作為課外英語訓練的選擇，因為這個階段的學生有一定的英語能力之餘，亦不用面對公開試，所以對學生造成的壓力最少，成效也最大。

## 評核
考試分為三部份內容，分別為：
- Reading and Writing (阅读和写作)
- Listening (听力)
- Speaking (口语)

在中國大陸，本試由各大城市的大學舉辦；在香港，本試由英國文化協會舉辦。

## 外部連結
- 劍橋少兒英語評核試官方網址 （页面存档备份，存于） (英語)
- 中国剑桥少儿英语考试 （页面存档备份，存于）
- 香港英國文化協會：Cambridge Young Learners Tests (YLE)